# Chorizopes goosus
Chorizopes goosus är en spindelart som beskrevs av Yin et al. 1990. Chorizopes goosus ingår i släktet Chorizopes och familjen hjulspindlar. Inga underarter finns listade i Catalogue of Life.